# Бочки (заповідне урочище)
Бо́чки — заповідне урочище місцевого значення в Україні. Розташоване в межах Знам'янського району Кіровоградської області, на захід від села Дмитрівка. 
Площа 15 га. Створене в 1989 році. Перебуває у віданні Дмитрівської сільської ради. 
Природоохоронний статус надано з метою збереження мальовничої ділянки в долині річки Інгульця (притока Дніпра). На схилах долини є виходи скельних порід у вигляді валунів. В урочищі зростає ковила волосиста, занесена до Червоної книги України.